# Charles Cornet d'Elzius
Charles Louis Marie Adrien Thierry Ghislain Cornet d'Elzius (Pailhe, 24 mei 1922 - Ciney, 27 juli 2006) was een Belgisch politicus.

## Levensloop
Hij was een zoon van graaf John Cornet d'Elzius du Chenoy de Wal (1888-1961) en gravin Cécile d'Oultremont (1890-1938). Hij trouwde in 1950 met burggravin Valentine de Spoelberch (1927-1998), en hertrouwde in 1999 met jkvr. Françoise de Quebedo (1926-2024). Uit het eerste huwelijk werden drie kinderen geboren. Hij was de oom van John Cornet d'Elzius. Als gediplomeerde in de filosofie en de letteren aan de Universiteit van Namen en de Universiteit van Oxford werd hij beroepshalve expert in bosbouw. Tijdens de Tweede Wereldoorlog was hij actief in het verzet.
Op 24-jarige leeftijd werd Cornet d'Elzius voor de liberalen verkozen tot gemeenteraadslid van de kleine gemeente Scy. Hij was er van 1953 tot 1965 schepen en daarna van januari tot juni 1965 burgemeester. Hij verliet toen de gemeentepolitiek van Scy om provincieraadslid en gedeputeerde van Luxemburg te worden, twee functies die hij bekleedde tot in 1968. Als gedeputeerde was hij bevoegd voor Landbouw. Van 1971 tot 1976 zetelde hij opnieuw in de gemeenteraad van Scy, dat na de grootschalige fusie van Belgische gemeenten in 1976 opging in Hamois. Cornet d'Elzius besloot zich echter in Ciney te vestigen en was daar van 1977 tot aan zijn afscheid van de politiek in 1994 gemeenteraadslid en burgemeester.
Vanaf 1968 volgde hij een parlementaire loopbaan voor de PLP en daarna de PRL. Van 1968 tot 1971 zetelde hij voor het arrondissement Dinant-Philippeville in de Kamer van volksvertegenwoordigers. Niet herkozen in 1971 en in 1974, zetelde hij vervolgens van 1974 tot 1977 als gecoöpteerd senator in de Senaat. Daarna was hij van 1977 tot 1991 opnieuw volksvertegenwoordiger. Door de toen bestaande dubbelmandaten zetelde hij gedurende zijn parlementaire mandaten ook in de Cultuurraad voor de Franse Cultuurgemeenschap (1974-1980), de voorlopige Waalse Gewestraad (1974-1977), de Waalse Gewestraad en de Raad van de Franse Gemeenschap (1980-1991). In de voorlopige Waalse Gewestraad was hij fractievoorzitter voor zijn partij en in de Waalse Gewestraad was hij tussen 1985 en 1987 ondervoorzitter van de commissie Ruimtelijke Ordening, Landelijk Leven en Water. 
Na het vertrek van het Rassemblement Wallon uit de regering, werd Charles Cornet d'Elzius in maart 1977 minister, adjunct voor Economische Zaken en bevoegd voor de Waalse gewestelijke competenties Bossen, Jacht en Visvangst, in de regering-Tindemans III. In die hoedanigheid maakte hij tevens deel uit van het ministerieel comité voor Waalse Aangelegenheden. Cornet d'Elzius was nog geen honderd dagen minister; na vervroegde verkiezingen belandde zijn partij in juni 1977 in de oppositie.
Zijn verre familielid Christine Cornet d'Elzius werkte voor hem als parlementair secretaris en trad in zijn politieke voetsporen.